# Adverbe pronominal
Un adverbe pronominal est un type d'adverbe utilisé dans plusieurs langues germaniques, comme l'anglais, le néerlandais, l'afrikaans et l'allemand. 
Il est formé par l'union d'un adverbe locatif (les équivalents de ici ou là) et d'une préposition, et remplace des locutions composées d'une préposition et d'un pronom.
Par exemple, en allemand, "für es" (= "pour cela") se transforme en "dafür", formé de "da" (= là) et de "für".

## En allemand
En allemand, les adverbes pronominaux sont composés d'une première partie da-, hier- ou wo-.
Les 19 prépositions qui peuvent être employées pour la deuxième partie sont:
- toutes les prépositions mixtes: an, auf, in, hinter, neben, vor, über, unter, zwischen ;
- 4 prépositions régissant l'accusatif: durch, für, gegen, um (notablement pas ohne) ;
- 6 prépositions régissant le datif: aus, bei, mit, nach, von, zu (notablement pas seit).

## En anglais
En anglais, les adverbes pronominaux sont constitués à partir des adverbes locatifs there « là(-bas) », here « ici » et where « où » et une ou deux prépositions.
Aujourd'hui obsolètes, leur seul usage est limité au langage juridique pour faire référence aux documents. Les formes à here renvoient au présent document ou à la présente section (p. ex. hereby « par ces présentes », hereinafter « ci-après »), tandis que celles à there se réfèrent à un autre document ou une autre section (du même document). C'est pourquoi ils sont parfois vus comme faisant partie du jargon du droit. Quelques adverbes, comme therefore « donc, par conséquent », thereby « ainsi (de cette manière) », whereby ~ wherein, sont devenus des liens logiques (articulateurs) dans la langue courante.
Exemples de formation :
- For that → therefore

- In that → therein

- By this → hereby

- To this → hereto

- In which → wherein

## En néerlandais
Contrairement à l'anglais, mais comme l'allemand, le néerlandais fait un usage extensif des adverbes pronominaux même dans le langage parlé. Les négliger peut mener à des constructions de phrases peu naturelles aux oreilles des locuteurs natifs.
Certaines prépositions changent de formes dans les adverbes pronominaux; par exemple, "met dat" devient "Daarmee" et pas "Daarmet". D'autres ne peuvent pas être utilisés ainsi, comme tijdens.
Les pronoms remplacés peuvent notamment être les trois pronoms démonstratifs: dit, dat et het qui deviennent respectivement hier-, daar- et er-. La différence entre ces trois pronoms porte sur la position de ce dont on parle: dit sera utilisé pour les objets proches, dat pour les objets éloignés, tandis que het sera utilisé indifféremment.
Exemple avec la préposition "met" (= avec):
| Pronom | Pronom + "met"      | Adverbe | Adverbe + "met" | Signification      |
| ------ | ------------------- | ------- | --------------- | ------------------ |
| dat    | met dat             | daar    | daarmee         | Avec cela          |
| dit    | met dit             | hier    | hiermee         | Avec ceci          |
| het    | met het (très rare) | er      | ermee           | Avec ceci/cela     |
| wat    | met wat             | waar    | waarmee         | Avec quoi?         |
| alles  | met alles           | overal  | overal mee      | Toute chose avec   |
| iets   | met iets            | ergens  | ergens mee      | Quelque chose avec |
| niets  | met niets           | nergens | nergens mee     | Rien avec          |